# The Last Son
The Last Son (también conocida como The Last Son of Isaac Lemay) es una película de acción, wéstern y drama de 2021, dirigida por Tim Sutton, escrita por Greg Johnson y protagonizada por Sam Worthington, Machine Gun Kelly y Thomas Jane, entre otros. El filme fue realizado por Blind Wink Productions, DECAL, Renegade Entertainment y VMI Worldwide, se estrenó el 6 de septiembre de 2021.

## Sinopsis
Enmarcada en Sierra Nevada (California) a fines del siglo XIX, la historia se enfoca en LeMay, un malhechor homicida que fue maldecido por un horrible vaticinio que persigue a sus descendientes, y que tiene como próxima meta a su hijo Cal. Con los cazarrecompensas y el misterioso sheriff Solomon tras ellos, la situación se dirige a un feroz juego del gato y el ratón.